# برينس أونيانغي
برينس أونيانغي (بالفرنسية: Prince Oniangué)‏ (مواليد 4 نوفمبر 1988 في باريس، فرنسا) هو لاعب كرة قدم فرنسي كونغولي يلعب حاليًا لصالح نادي ريمس.

## المنتخب
لعب أونيانغي مباراته الأولى لصالح منتخب الكونغو في تصفيات أفريقيا المؤهلة لكأس العالم 2010 أمام منتخب السودان في 11 أكتوبر 2008.
في 21 يناير 2015، سجل أونيانغي أولى أهدافه الدولية وذلك في مباراة منتخبه أمام منتخب الغابون ضمن منافسات كأس الأمم الأفريقية 2015 لتنتهي المباراة بفوز منتخب بلاده بهدفه الوحيد لتحقق الكونغو فوزها الأول في كأس الأمم الأفريقية منذ عام 1974.

### الأهداف الدولية
| # | التاريخ        | الملعب                      | المنافس           | الهدف | النتيجة | البطولة                                 |
| - | -------------- | --------------------------- | ----------------- | ----- | ------- | --------------------------------------- |
| 1 | 11 نوفمبر 2011 | ساو تومي، ساو تومي وبرينسيب | ساو تومي وبرينسيب | 4–0   | 5–0     | تصفيات أفريقيا المؤهلة لكأس العالم 2014 |
| 2 | 6 سبتمبر 2014  | كالابار، نيجيريا            | نيجيريا           | 1–1   | 3–2     | تصفيات كأس الأمم الأفريقية 2015         |
| 3 | 10 سبتمبر 2014 | بوينت نوير، جمهورية الكونغو | السودان           | 2–0   | 2–0     | تصفيات كأس الأمم الأفريقية 2015         |
| 4 | 10 يناير 2015  | داكار، السنغال              | الرأس الأخضر      | 2–0   | 2–3     | مباراة ودية                             |
| 5 | 21 يناير 2015  | باتا، غينيا الاستوائية      | الغابون           | 1–0   | 1–0     | كأس الأمم الأفريقية 2015                |

## روابط خارجية
- صفحة اللاعب على موقع نادي رين
- برينس أونيانغي على موقع قاعدة بيانات كرة القدم.إي يو (الإنجليزية)
- برينس أونيانغي على موقع ناشيونال فوتبول تيمز (الإنجليزية)
- برينس أونيانغي على موقع Soccerbase.com (لاعب) (الإنجليزية)
- برينس أونيانغي على موقع Soccerway.com (الإنجليزية)
- برينس أونيانغي على موقع عالم كرة القدم.نت (الإنجليزية)
- برينس أونيانغي على موقع AS.com (الإسبانية)